# あなたを知りたい
「あなたを知りたい」（あなたをしりたい）は、うしろ髪ひかれ隊の2枚目のシングル。1987年8月12日発売。発売元はキャニオン・レコード（現・ポニーキャニオン）。

## 解説
- フジテレビ系列『夕やけニャンニャン』放映終了直前、工藤静香ソロデビュー直前、そしておニャン子クラブ解散前月という慌しいなかに発売されたセカンドシングル。
- フジテレビ系列テレビアニメ『ハイスクール!奇面組』の最後のオープニングテーマ、およびエンディングテーマに使用された[注釈 1]。なお当ユニットはおニャン子本体の9月解散後も継続し、次の「メビウスの恋人」からは後番組『ついでにとんちんかん』の主題歌に使用された。
- この曲からセンターが工藤静香になった。工藤はカップリングの「立つ鳥跡を濁さず」をソロコンサートで披露している。

## 収録曲
- 全作詞：秋元康 作曲・編曲：後藤次利

1. あなたを知りたい
  - フジテレビ系列テレビアニメ『ハイスクール!奇面組』オープニングテーマ
  - ローソン CMソング
2. 立つ鳥跡を濁さず
  - フジテレビ系列テレビアニメ『ハイスクール!奇面組』エンディングテーマ。

## 収録作品
- うしろ髪ひかれ隊
- うしろゆびさされ組+うしろ髪ひかれ隊 SINGLESコンプリート
- MYこれ!クション うしろ髪ひかれ隊BEST
- おニャン子クラブA面コレクション Vol.5 (#1)
- おニャン子クラブB面コレクション Vol.5 (#2)
- ミレニアム・ベスト (工藤静香のアルバム) (#1)